# GAZ-WM

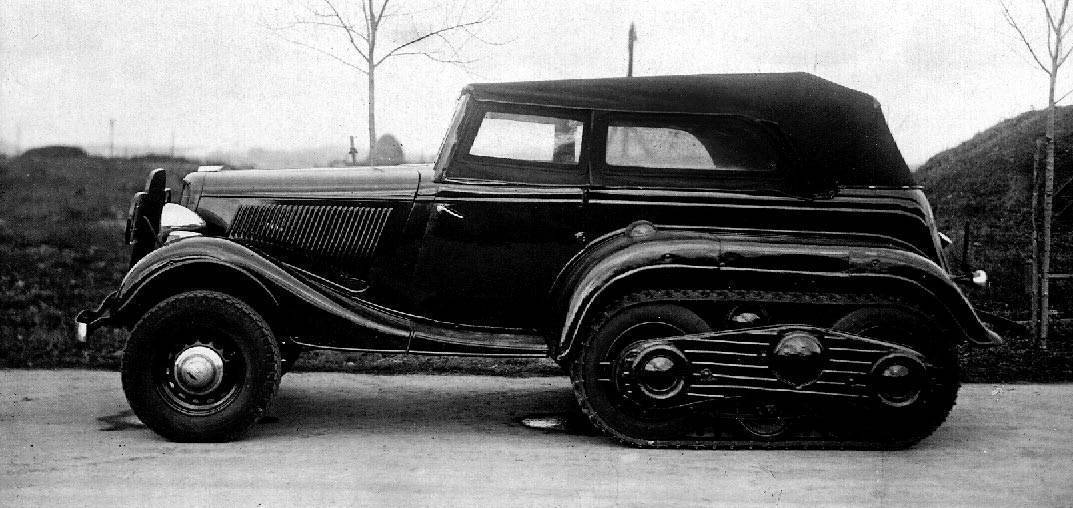
Der GAZ-WM in der Ausführung als Personenwagen bei Tests im Jahr 1938

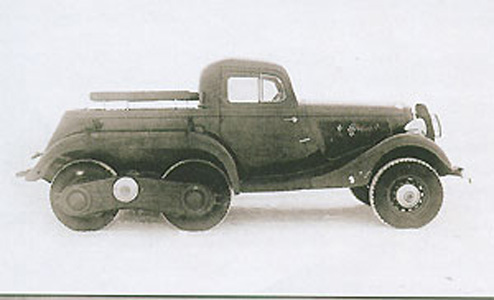
Version als Pickup bei Tests 1938, hier ohne Gleisketten und Schneekufen

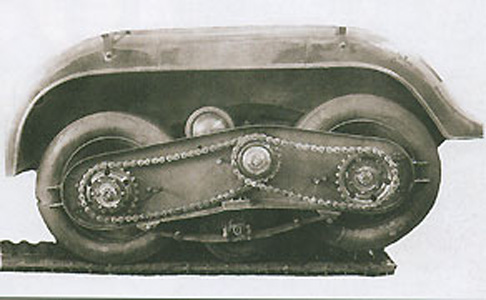
Kettenlaufwerk des Fahrzeugs mit Kraftübertragung

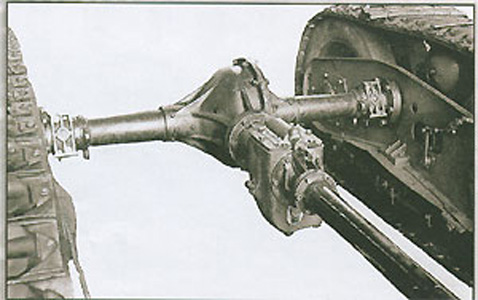
Die Hinterachse des Fahrzeugs

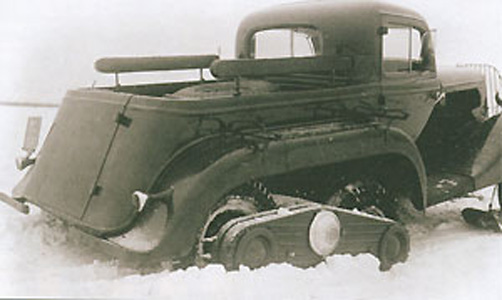
Der GAZ-WM-Pickup im Schnee

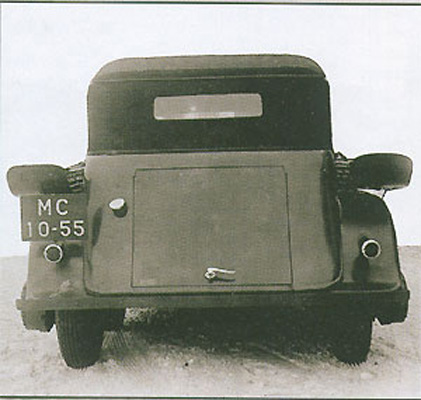
Heckansicht der Phaeton-Version

Der GAZ-WM (russisch ГАЗ-ВМ), auch als NATI-WM bezeichnet, war ein experimentelles sowjetisches Halbkettenfahrzeug auf Basis des Personenwagens GAZ-M1, von dem 1937 lediglich zwei Exemplare gebaut wurden. Es war einer von mehreren Versuchen der Autoindustrie der Sowjetunion, ein funktionstüchtiges und für die Massenfertigung taugliches Halbkettenfahrzeug zu bauen.

## Fahrzeuggeschichte
Im Jahr 1937 wurde im Fahrzeugbauinstitut NATI in Zusammenarbeit mit dem Gorkowski Awtomobilny Sawod (GAZ) ein Halbkettenfahrzeug auf Basis des Personenwagens GAZ-M1 entwickelt. Ziel war, die Geländegängigkeit der Fahrzeuge zu verbessern. Viele Teile des Pkws wurden übernommen, beispielsweise der Motor, Teile der Karosserie und das Fahrgestell. Letzteres wurde jedoch verbessert und angepasst, um die Hinterachse durch ein Kettenlaufwerk ersetzen zu können.
Es wurden zwei Fahrzeuge gebaut, zum einen ein Pickup mit einer Ladefläche, auf der wahlweise sechs Personen oder 500 kg Last befördert werden konnten. Für dieses Fahrzeug übernahm GAZ viele Teile des GAZ-M415, eines in Serie gefertigten Pickups, der auch auf dem GAZ-M1 basierte. Zum anderen ein Personenwagen mit Phaetonkarosserie mit fünf Sitzplätzen und Stoffverdeck. Das Fahrwerk wurde so konstruiert, dass die Gleisketten abnehmbar waren. War das Gelände oder die Straße ausreichend gut, entfernte man die Ketten und fuhr auf den angetriebenen und luftbereiften Laufrollen. War das Gelände zu schlecht, so konnten die Ketten wieder aufgezogen werden. Für das Fahren auf Schnee konnten die Vorderräder auf Kufen gestellt werden, was allerdings den Treibstoffverbrauch exorbitant erhöhte.
Jeweils von Dezember 1937 bis März 1938 und von April bis Juli 1938 wurden die Halbkettenfahrzeuge ausgiebigen Tests unterzogen. Zu einer Serienfertigung kam es nicht. Man hatte mit dem Allradantrieb des GAZ-61 einen aussichtsreicheren und einfacheren Weg gefunden, Fahrzeuge geländetauglich zu machen. Mit dem GAZ-60 wurde einige Jahre später trotzdem noch einmal ein Halbkettenfahrzeug gebaut, das trotz Serienproduktion wenig erfolgreich war.

## Technische Daten
Für Pickup und Limousine gleichermaßen:
- Motor: Vierzylinder-Viertakt-Ottomotor
- Motortyp: „GAZ-M“
- Leistung: 50 PS (37 kW)
- Hubraum: 3285 cm³
- Bohrung: 98,43 mm
- Hub: 107,95 mm
- Kompression: 4,6:1
- Treibstoffverbrauch
  - 32 l/100 km auf Rädern
  - 41 l/100 km mit Gleisketten
  - 115 l/100 km mit Gleisketten und Skiern
- Tankinhalt: 40+65 l
- Getriebe: mechanische Fünfganggetriebe mit nachgeschalteter zweistufiger Untersetzung
- Höchstgeschwindigkeit: 60 km/h auf Rädern, 48 km/h auf Gleisketten
- Antriebsformel: 6×4

Abmessungen und Gewichte
|             | GAZ-WM Pickup             | GAZ-WM Phaeton |
| ----------- | ------------------------- | -------------- |
| Länge       | 5020 mm                   | 5060 mm        |
| Breite      | 2254 mm                   | 2310 mm        |
| Höhe        | 1820 mm                   | 1870 mm        |
| Radstand*   | 2185 mm                   | 2185 mm        |
| Sitzplätze  | 2 (+6 auf der Ladefläche) | 5              |
| Leergewicht | 2460 kg                   | 2440 kg        |
| Zuladung    | 500 kg                    | ?              |

* Gemeint ist der Abstand zwischen den Achsen der Vorderräder und der vorderen Laufräder.